# Пішакова тема
Пішако́ва те́ма — тема в шаховій композиції. Суть теми — гра пішакової батареї, щонайменше шість разів.

## Історія
Ідея запропонована шаховими композиторами в ХХ столітті.
В задачі створена, або створюється пішакова батарея. При різному захисті чорних, білі дещо переміщають батарейного пішака, а при наступних ходах чорних виникають нові мати. Як результат — шість різних матів пішаковою батареєю.
Ідея дістала назву — пішакова тема.
|   | a | b | c | d | e | f | g | h |   |
| 8 | c8 чорний слон · h8 чорний слон · b7 чорний пішак · c7 білий король · d7 чорний слон · g7 чорна тура · d6 біла тура · f6 чорний пішак · a3 білий кінь · h3 білий кінь · b2 білий пішак · c2 біла тура · d2 білий пішак · f2 білий слон · d1 чорний король · f1 білий слон | c8 чорний слон · h8 чорний слон · b7 чорний пішак · c7 білий король · d7 чорний слон · g7 чорна тура · d6 біла тура · f6 чорний пішак · a3 білий кінь · h3 білий кінь · b2 білий пішак · c2 біла тура · d2 білий пішак · f2 білий слон · d1 чорний король · f1 білий слон | c8 чорний слон · h8 чорний слон · b7 чорний пішак · c7 білий король · d7 чорний слон · g7 чорна тура · d6 біла тура · f6 чорний пішак · a3 білий кінь · h3 білий кінь · b2 білий пішак · c2 біла тура · d2 білий пішак · f2 білий слон · d1 чорний король · f1 білий слон | c8 чорний слон · h8 чорний слон · b7 чорний пішак · c7 білий король · d7 чорний слон · g7 чорна тура · d6 біла тура · f6 чорний пішак · a3 білий кінь · h3 білий кінь · b2 білий пішак · c2 біла тура · d2 білий пішак · f2 білий слон · d1 чорний король · f1 білий слон | c8 чорний слон · h8 чорний слон · b7 чорний пішак · c7 білий король · d7 чорний слон · g7 чорна тура · d6 біла тура · f6 чорний пішак · a3 білий кінь · h3 білий кінь · b2 білий пішак · c2 біла тура · d2 білий пішак · f2 білий слон · d1 чорний король · f1 білий слон | c8 чорний слон · h8 чорний слон · b7 чорний пішак · c7 білий король · d7 чорний слон · g7 чорна тура · d6 біла тура · f6 чорний пішак · a3 білий кінь · h3 білий кінь · b2 білий пішак · c2 біла тура · d2 білий пішак · f2 білий слон · d1 чорний король · f1 білий слон | c8 чорний слон · h8 чорний слон · b7 чорний пішак · c7 білий король · d7 чорний слон · g7 чорна тура · d6 біла тура · f6 чорний пішак · a3 білий кінь · h3 білий кінь · b2 білий пішак · c2 біла тура · d2 білий пішак · f2 білий слон · d1 чорний король · f1 білий слон | c8 чорний слон · h8 чорний слон · b7 чорний пішак · c7 білий король · d7 чорний слон · g7 чорна тура · d6 біла тура · f6 чорний пішак · a3 білий кінь · h3 білий кінь · b2 білий пішак · c2 біла тура · d2 білий пішак · f2 білий слон · d1 чорний король · f1 білий слон | 8 |
| 7 | c8 чорний слон · h8 чорний слон · b7 чорний пішак · c7 білий король · d7 чорний слон · g7 чорна тура · d6 біла тура · f6 чорний пішак · a3 білий кінь · h3 білий кінь · b2 білий пішак · c2 біла тура · d2 білий пішак · f2 білий слон · d1 чорний король · f1 білий слон | c8 чорний слон · h8 чорний слон · b7 чорний пішак · c7 білий король · d7 чорний слон · g7 чорна тура · d6 біла тура · f6 чорний пішак · a3 білий кінь · h3 білий кінь · b2 білий пішак · c2 біла тура · d2 білий пішак · f2 білий слон · d1 чорний король · f1 білий слон | c8 чорний слон · h8 чорний слон · b7 чорний пішак · c7 білий король · d7 чорний слон · g7 чорна тура · d6 біла тура · f6 чорний пішак · a3 білий кінь · h3 білий кінь · b2 білий пішак · c2 біла тура · d2 білий пішак · f2 білий слон · d1 чорний король · f1 білий слон | c8 чорний слон · h8 чорний слон · b7 чорний пішак · c7 білий король · d7 чорний слон · g7 чорна тура · d6 біла тура · f6 чорний пішак · a3 білий кінь · h3 білий кінь · b2 білий пішак · c2 біла тура · d2 білий пішак · f2 білий слон · d1 чорний король · f1 білий слон | c8 чорний слон · h8 чорний слон · b7 чорний пішак · c7 білий король · d7 чорний слон · g7 чорна тура · d6 біла тура · f6 чорний пішак · a3 білий кінь · h3 білий кінь · b2 білий пішак · c2 біла тура · d2 білий пішак · f2 білий слон · d1 чорний король · f1 білий слон | c8 чорний слон · h8 чорний слон · b7 чорний пішак · c7 білий король · d7 чорний слон · g7 чорна тура · d6 біла тура · f6 чорний пішак · a3 білий кінь · h3 білий кінь · b2 білий пішак · c2 біла тура · d2 білий пішак · f2 білий слон · d1 чорний король · f1 білий слон | c8 чорний слон · h8 чорний слон · b7 чорний пішак · c7 білий король · d7 чорний слон · g7 чорна тура · d6 біла тура · f6 чорний пішак · a3 білий кінь · h3 білий кінь · b2 білий пішак · c2 біла тура · d2 білий пішак · f2 білий слон · d1 чорний король · f1 білий слон | c8 чорний слон · h8 чорний слон · b7 чорний пішак · c7 білий король · d7 чорний слон · g7 чорна тура · d6 біла тура · f6 чорний пішак · a3 білий кінь · h3 білий кінь · b2 білий пішак · c2 біла тура · d2 білий пішак · f2 білий слон · d1 чорний король · f1 білий слон | 7 |
| 6 | c8 чорний слон · h8 чорний слон · b7 чорний пішак · c7 білий король · d7 чорний слон · g7 чорна тура · d6 біла тура · f6 чорний пішак · a3 білий кінь · h3 білий кінь · b2 білий пішак · c2 біла тура · d2 білий пішак · f2 білий слон · d1 чорний король · f1 білий слон | c8 чорний слон · h8 чорний слон · b7 чорний пішак · c7 білий король · d7 чорний слон · g7 чорна тура · d6 біла тура · f6 чорний пішак · a3 білий кінь · h3 білий кінь · b2 білий пішак · c2 біла тура · d2 білий пішак · f2 білий слон · d1 чорний король · f1 білий слон | c8 чорний слон · h8 чорний слон · b7 чорний пішак · c7 білий король · d7 чорний слон · g7 чорна тура · d6 біла тура · f6 чорний пішак · a3 білий кінь · h3 білий кінь · b2 білий пішак · c2 біла тура · d2 білий пішак · f2 білий слон · d1 чорний король · f1 білий слон | c8 чорний слон · h8 чорний слон · b7 чорний пішак · c7 білий король · d7 чорний слон · g7 чорна тура · d6 біла тура · f6 чорний пішак · a3 білий кінь · h3 білий кінь · b2 білий пішак · c2 біла тура · d2 білий пішак · f2 білий слон · d1 чорний король · f1 білий слон | c8 чорний слон · h8 чорний слон · b7 чорний пішак · c7 білий король · d7 чорний слон · g7 чорна тура · d6 біла тура · f6 чорний пішак · a3 білий кінь · h3 білий кінь · b2 білий пішак · c2 біла тура · d2 білий пішак · f2 білий слон · d1 чорний король · f1 білий слон | c8 чорний слон · h8 чорний слон · b7 чорний пішак · c7 білий король · d7 чорний слон · g7 чорна тура · d6 біла тура · f6 чорний пішак · a3 білий кінь · h3 білий кінь · b2 білий пішак · c2 біла тура · d2 білий пішак · f2 білий слон · d1 чорний король · f1 білий слон | c8 чорний слон · h8 чорний слон · b7 чорний пішак · c7 білий король · d7 чорний слон · g7 чорна тура · d6 біла тура · f6 чорний пішак · a3 білий кінь · h3 білий кінь · b2 білий пішак · c2 біла тура · d2 білий пішак · f2 білий слон · d1 чорний король · f1 білий слон | c8 чорний слон · h8 чорний слон · b7 чорний пішак · c7 білий король · d7 чорний слон · g7 чорна тура · d6 біла тура · f6 чорний пішак · a3 білий кінь · h3 білий кінь · b2 білий пішак · c2 біла тура · d2 білий пішак · f2 білий слон · d1 чорний король · f1 білий слон | 6 |
| 5 | c8 чорний слон · h8 чорний слон · b7 чорний пішак · c7 білий король · d7 чорний слон · g7 чорна тура · d6 біла тура · f6 чорний пішак · a3 білий кінь · h3 білий кінь · b2 білий пішак · c2 біла тура · d2 білий пішак · f2 білий слон · d1 чорний король · f1 білий слон | c8 чорний слон · h8 чорний слон · b7 чорний пішак · c7 білий король · d7 чорний слон · g7 чорна тура · d6 біла тура · f6 чорний пішак · a3 білий кінь · h3 білий кінь · b2 білий пішак · c2 біла тура · d2 білий пішак · f2 білий слон · d1 чорний король · f1 білий слон | c8 чорний слон · h8 чорний слон · b7 чорний пішак · c7 білий король · d7 чорний слон · g7 чорна тура · d6 біла тура · f6 чорний пішак · a3 білий кінь · h3 білий кінь · b2 білий пішак · c2 біла тура · d2 білий пішак · f2 білий слон · d1 чорний король · f1 білий слон | c8 чорний слон · h8 чорний слон · b7 чорний пішак · c7 білий король · d7 чорний слон · g7 чорна тура · d6 біла тура · f6 чорний пішак · a3 білий кінь · h3 білий кінь · b2 білий пішак · c2 біла тура · d2 білий пішак · f2 білий слон · d1 чорний король · f1 білий слон | c8 чорний слон · h8 чорний слон · b7 чорний пішак · c7 білий король · d7 чорний слон · g7 чорна тура · d6 біла тура · f6 чорний пішак · a3 білий кінь · h3 білий кінь · b2 білий пішак · c2 біла тура · d2 білий пішак · f2 білий слон · d1 чорний король · f1 білий слон | c8 чорний слон · h8 чорний слон · b7 чорний пішак · c7 білий король · d7 чорний слон · g7 чорна тура · d6 біла тура · f6 чорний пішак · a3 білий кінь · h3 білий кінь · b2 білий пішак · c2 біла тура · d2 білий пішак · f2 білий слон · d1 чорний король · f1 білий слон | c8 чорний слон · h8 чорний слон · b7 чорний пішак · c7 білий король · d7 чорний слон · g7 чорна тура · d6 біла тура · f6 чорний пішак · a3 білий кінь · h3 білий кінь · b2 білий пішак · c2 біла тура · d2 білий пішак · f2 білий слон · d1 чорний король · f1 білий слон | c8 чорний слон · h8 чорний слон · b7 чорний пішак · c7 білий король · d7 чорний слон · g7 чорна тура · d6 біла тура · f6 чорний пішак · a3 білий кінь · h3 білий кінь · b2 білий пішак · c2 біла тура · d2 білий пішак · f2 білий слон · d1 чорний король · f1 білий слон | 5 |
| 4 | c8 чорний слон · h8 чорний слон · b7 чорний пішак · c7 білий король · d7 чорний слон · g7 чорна тура · d6 біла тура · f6 чорний пішак · a3 білий кінь · h3 білий кінь · b2 білий пішак · c2 біла тура · d2 білий пішак · f2 білий слон · d1 чорний король · f1 білий слон | c8 чорний слон · h8 чорний слон · b7 чорний пішак · c7 білий король · d7 чорний слон · g7 чорна тура · d6 біла тура · f6 чорний пішак · a3 білий кінь · h3 білий кінь · b2 білий пішак · c2 біла тура · d2 білий пішак · f2 білий слон · d1 чорний король · f1 білий слон | c8 чорний слон · h8 чорний слон · b7 чорний пішак · c7 білий король · d7 чорний слон · g7 чорна тура · d6 біла тура · f6 чорний пішак · a3 білий кінь · h3 білий кінь · b2 білий пішак · c2 біла тура · d2 білий пішак · f2 білий слон · d1 чорний король · f1 білий слон | c8 чорний слон · h8 чорний слон · b7 чорний пішак · c7 білий король · d7 чорний слон · g7 чорна тура · d6 біла тура · f6 чорний пішак · a3 білий кінь · h3 білий кінь · b2 білий пішак · c2 біла тура · d2 білий пішак · f2 білий слон · d1 чорний король · f1 білий слон | c8 чорний слон · h8 чорний слон · b7 чорний пішак · c7 білий король · d7 чорний слон · g7 чорна тура · d6 біла тура · f6 чорний пішак · a3 білий кінь · h3 білий кінь · b2 білий пішак · c2 біла тура · d2 білий пішак · f2 білий слон · d1 чорний король · f1 білий слон | c8 чорний слон · h8 чорний слон · b7 чорний пішак · c7 білий король · d7 чорний слон · g7 чорна тура · d6 біла тура · f6 чорний пішак · a3 білий кінь · h3 білий кінь · b2 білий пішак · c2 біла тура · d2 білий пішак · f2 білий слон · d1 чорний король · f1 білий слон | c8 чорний слон · h8 чорний слон · b7 чорний пішак · c7 білий король · d7 чорний слон · g7 чорна тура · d6 біла тура · f6 чорний пішак · a3 білий кінь · h3 білий кінь · b2 білий пішак · c2 біла тура · d2 білий пішак · f2 білий слон · d1 чорний король · f1 білий слон | c8 чорний слон · h8 чорний слон · b7 чорний пішак · c7 білий король · d7 чорний слон · g7 чорна тура · d6 біла тура · f6 чорний пішак · a3 білий кінь · h3 білий кінь · b2 білий пішак · c2 біла тура · d2 білий пішак · f2 білий слон · d1 чорний король · f1 білий слон | 4 |
| 3 | c8 чорний слон · h8 чорний слон · b7 чорний пішак · c7 білий король · d7 чорний слон · g7 чорна тура · d6 біла тура · f6 чорний пішак · a3 білий кінь · h3 білий кінь · b2 білий пішак · c2 біла тура · d2 білий пішак · f2 білий слон · d1 чорний король · f1 білий слон | c8 чорний слон · h8 чорний слон · b7 чорний пішак · c7 білий король · d7 чорний слон · g7 чорна тура · d6 біла тура · f6 чорний пішак · a3 білий кінь · h3 білий кінь · b2 білий пішак · c2 біла тура · d2 білий пішак · f2 білий слон · d1 чорний король · f1 білий слон | c8 чорний слон · h8 чорний слон · b7 чорний пішак · c7 білий король · d7 чорний слон · g7 чорна тура · d6 біла тура · f6 чорний пішак · a3 білий кінь · h3 білий кінь · b2 білий пішак · c2 біла тура · d2 білий пішак · f2 білий слон · d1 чорний король · f1 білий слон | c8 чорний слон · h8 чорний слон · b7 чорний пішак · c7 білий король · d7 чорний слон · g7 чорна тура · d6 біла тура · f6 чорний пішак · a3 білий кінь · h3 білий кінь · b2 білий пішак · c2 біла тура · d2 білий пішак · f2 білий слон · d1 чорний король · f1 білий слон | c8 чорний слон · h8 чорний слон · b7 чорний пішак · c7 білий король · d7 чорний слон · g7 чорна тура · d6 біла тура · f6 чорний пішак · a3 білий кінь · h3 білий кінь · b2 білий пішак · c2 біла тура · d2 білий пішак · f2 білий слон · d1 чорний король · f1 білий слон | c8 чорний слон · h8 чорний слон · b7 чорний пішак · c7 білий король · d7 чорний слон · g7 чорна тура · d6 біла тура · f6 чорний пішак · a3 білий кінь · h3 білий кінь · b2 білий пішак · c2 біла тура · d2 білий пішак · f2 білий слон · d1 чорний король · f1 білий слон | c8 чорний слон · h8 чорний слон · b7 чорний пішак · c7 білий король · d7 чорний слон · g7 чорна тура · d6 біла тура · f6 чорний пішак · a3 білий кінь · h3 білий кінь · b2 білий пішак · c2 біла тура · d2 білий пішак · f2 білий слон · d1 чорний король · f1 білий слон | c8 чорний слон · h8 чорний слон · b7 чорний пішак · c7 білий король · d7 чорний слон · g7 чорна тура · d6 біла тура · f6 чорний пішак · a3 білий кінь · h3 білий кінь · b2 білий пішак · c2 біла тура · d2 білий пішак · f2 білий слон · d1 чорний король · f1 білий слон | 3 |
| 2 | c8 чорний слон · h8 чорний слон · b7 чорний пішак · c7 білий король · d7 чорний слон · g7 чорна тура · d6 біла тура · f6 чорний пішак · a3 білий кінь · h3 білий кінь · b2 білий пішак · c2 біла тура · d2 білий пішак · f2 білий слон · d1 чорний король · f1 білий слон | c8 чорний слон · h8 чорний слон · b7 чорний пішак · c7 білий король · d7 чорний слон · g7 чорна тура · d6 біла тура · f6 чорний пішак · a3 білий кінь · h3 білий кінь · b2 білий пішак · c2 біла тура · d2 білий пішак · f2 білий слон · d1 чорний король · f1 білий слон | c8 чорний слон · h8 чорний слон · b7 чорний пішак · c7 білий король · d7 чорний слон · g7 чорна тура · d6 біла тура · f6 чорний пішак · a3 білий кінь · h3 білий кінь · b2 білий пішак · c2 біла тура · d2 білий пішак · f2 білий слон · d1 чорний король · f1 білий слон | c8 чорний слон · h8 чорний слон · b7 чорний пішак · c7 білий король · d7 чорний слон · g7 чорна тура · d6 біла тура · f6 чорний пішак · a3 білий кінь · h3 білий кінь · b2 білий пішак · c2 біла тура · d2 білий пішак · f2 білий слон · d1 чорний король · f1 білий слон | c8 чорний слон · h8 чорний слон · b7 чорний пішак · c7 білий король · d7 чорний слон · g7 чорна тура · d6 біла тура · f6 чорний пішак · a3 білий кінь · h3 білий кінь · b2 білий пішак · c2 біла тура · d2 білий пішак · f2 білий слон · d1 чорний король · f1 білий слон | c8 чорний слон · h8 чорний слон · b7 чорний пішак · c7 білий король · d7 чорний слон · g7 чорна тура · d6 біла тура · f6 чорний пішак · a3 білий кінь · h3 білий кінь · b2 білий пішак · c2 біла тура · d2 білий пішак · f2 білий слон · d1 чорний король · f1 білий слон | c8 чорний слон · h8 чорний слон · b7 чорний пішак · c7 білий король · d7 чорний слон · g7 чорна тура · d6 біла тура · f6 чорний пішак · a3 білий кінь · h3 білий кінь · b2 білий пішак · c2 біла тура · d2 білий пішак · f2 білий слон · d1 чорний король · f1 білий слон | c8 чорний слон · h8 чорний слон · b7 чорний пішак · c7 білий король · d7 чорний слон · g7 чорна тура · d6 біла тура · f6 чорний пішак · a3 білий кінь · h3 білий кінь · b2 білий пішак · c2 біла тура · d2 білий пішак · f2 білий слон · d1 чорний король · f1 білий слон | 2 |
| 1 | c8 чорний слон · h8 чорний слон · b7 чорний пішак · c7 білий король · d7 чорний слон · g7 чорна тура · d6 біла тура · f6 чорний пішак · a3 білий кінь · h3 білий кінь · b2 білий пішак · c2 біла тура · d2 білий пішак · f2 білий слон · d1 чорний король · f1 білий слон | c8 чорний слон · h8 чорний слон · b7 чорний пішак · c7 білий король · d7 чорний слон · g7 чорна тура · d6 біла тура · f6 чорний пішак · a3 білий кінь · h3 білий кінь · b2 білий пішак · c2 біла тура · d2 білий пішак · f2 білий слон · d1 чорний король · f1 білий слон | c8 чорний слон · h8 чорний слон · b7 чорний пішак · c7 білий король · d7 чорний слон · g7 чорна тура · d6 біла тура · f6 чорний пішак · a3 білий кінь · h3 білий кінь · b2 білий пішак · c2 біла тура · d2 білий пішак · f2 білий слон · d1 чорний король · f1 білий слон | c8 чорний слон · h8 чорний слон · b7 чорний пішак · c7 білий король · d7 чорний слон · g7 чорна тура · d6 біла тура · f6 чорний пішак · a3 білий кінь · h3 білий кінь · b2 білий пішак · c2 біла тура · d2 білий пішак · f2 білий слон · d1 чорний король · f1 білий слон | c8 чорний слон · h8 чорний слон · b7 чорний пішак · c7 білий король · d7 чорний слон · g7 чорна тура · d6 біла тура · f6 чорний пішак · a3 білий кінь · h3 білий кінь · b2 білий пішак · c2 біла тура · d2 білий пішак · f2 білий слон · d1 чорний король · f1 білий слон | c8 чорний слон · h8 чорний слон · b7 чорний пішак · c7 білий король · d7 чорний слон · g7 чорна тура · d6 біла тура · f6 чорний пішак · a3 білий кінь · h3 білий кінь · b2 білий пішак · c2 біла тура · d2 білий пішак · f2 білий слон · d1 чорний король · f1 білий слон | c8 чорний слон · h8 чорний слон · b7 чорний пішак · c7 білий король · d7 чорний слон · g7 чорна тура · d6 біла тура · f6 чорний пішак · a3 білий кінь · h3 білий кінь · b2 білий пішак · c2 біла тура · d2 білий пішак · f2 білий слон · d1 чорний король · f1 білий слон | c8 чорний слон · h8 чорний слон · b7 чорний пішак · c7 білий король · d7 чорний слон · g7 чорна тура · d6 біла тура · f6 чорний пішак · a3 білий кінь · h3 білий кінь · b2 білий пішак · c2 біла тура · d2 білий пішак · f2 білий слон · d1 чорний король · f1 білий слон | 1 |
|   | a | b | c | d | e | f | g | h |   |

FEN: 2b4b/1pKb2r1/3R1p2/8/8/N6N/1PRP1B2/3k1B2
1. d3, d4? Re7!
1. b3! ~ 2. Rb2 ~ 3. Rb1 #
1. ... Rg3 2. Sf4 Re3 3. de3 #
            2. ... Rc3 3. dc3 #
1. ... Rg4 2. d3! Re4 3. de4 #
            2. ... Rc4 3. dc4 #
1. ... Rg5 2. d4! Re5 3. de5 #
            2. ... Rc5 3. dc5 #